# 도미티앵 은다이제예
도미티앵 은다이제예(프랑스어: Domitien Ndayizeye, 1953년 5월 2일~)는 2003년부터 2005년까지 부룬디의 대통령을 지낸 부룬디의 정치인이다. 2003년 4월 30일 피에르 부요야의 뒤를 이어 부요야의 부통령이 되었다. 은다이제예는 2005년 8월 26일 피에르 은쿠룬지자가 뒤를 이을 때까지 유임되었다.
은다이제예는 현재 변화를 위한 전국 모임(RANAC)의 대표를 맡고 있다.
1994년 시프리앵 은타랴미라 대통령에 의해 국가정보국 국장으로 임명되었다.
2004년, 은다이제예는 그해 말 국민투표에 부쳐지기 전에 의회에 헌법 초안을 제안했다. 투치족과의 관계는 긴장되어 있었는데, 이 제안을 고려해 입법 회기를 보이콧한 것이 반영되었다. 준비 부족으로 인해 투표는 2004년 11월 말로 연기되었다.
부룬디는 1993년 다수의 후투족에서 끌어낸 여러 단체들이 투치족 엘리트들에 의해 지배된 정부와 군대에 대항하여 무기를 들고 일어난 내전에서 여전히 벗어나려고 노력하고 있다.
임시 정부는 두 주요 민족 사이에 더 공평하게 권력을 나누겠다고 약속했다.